# Lü Xiuzhi
Lü Xiuzhi (em chinês:  吕秀芝; Shexian, 26 de outubro de 1993) é uma atleta chinesa especializada na marcha atlética, medalhista olímpica.

## Carreira
Lü competiu na Rio 2016, conquistando a medalha de bronze na marcha de 20 km. Também competiu nos Jogos Olímpicos de 2012 e herdou uma nova medalha de bronze após as desclassificações de atletas da Rússia por violações de doping.